# Ragdoll
Ragdoll je pasmina mačke s plavim očima i vidljivim "colorpoint" (svijetlo krzno, tamni udovi) krznom. To je velika i mišićava poludugodlaka mačka s mekanim krznom. Razvila ju je kontroverzna američka uzgajivačica Ann Baker. Ragdoll je poznat po pitomom i blagom temperamentu i nježnoj prirodi. Ime "Ragdoll", što na hrvatskom znači "krpena lutka" (rag = krpa, doll = lutka) je dobiveno zbog tendencije pojedinaca iz prvog uzgajanja da se potpuno opuste, poput krpe, kad ih se podigne.

## Povijest
U 1960ima je obična bijela dugodlaka kućna mačka bez pedigrea zvana Josephine, koja je već imala mlade, ozlijeđena u prometnoj nesreći te je odvedena u laboratorij na Kalifornijskom Sveučilištu. Josephine je bila križanac Perzijske i Angora mačke, oplođena od strane više mačaka izgledom poput Birmanskih ili Burmesekih, od kojih je jedna imala Sijamsku point obojenost. Nakon što se oporavila, njeni sljedeći mladunci bili su izuzetno prijateljski, za što je Baker okrivila vladu, rekavši da su proveli tajni genetički eksperiment na Josephine (tvrdnja je odbačena od strane genetičkih profesionalaca). Kad se rodila nova generacija mačića, gđa Ann Baker je kupila nekoliko mačića od vlasnika, koji je živio iza nje, i vjerujući da ima nešto posebno, napravila vrstu Ragdoll. Vrsta je selektivno razmnožavana mnogo godina sa željenim karakteristikama kao što su velika veličina, nježno ponašanje i tendencija opuštanju pri uzimanju, kao i "pointed" obojanost.
Iz tih prvih mačaka nastao je Blackie, potpuno crni mužjak izgledom poput Burmese i Daddy Warbucks, "seal point" s bijelim šapama. Daddy Warbucks je oplodio bi-color ženku Fugianna, a Blackie je oplodio Buckwheat, tamno-smeđu/crnu mačku izgledom sličnu Burmese mački. I Fugianna i Buckwheat bile su kćeri Josephine. Svi Ragdolli su potomci Bakerinih mačaka.
Baker je u neobičnom potezu odbila tradicionalne uzgajivačnice. Zaštitila je ime "Ragdoll," napravila vlastitu tvrtku — International Ragdoll Cat Association (IRCA)(Međunarodna Udruga Ragdoll Mačaka) — i stavila stroge standarde onima koji žele prodavati ili uzgajati mačke pod tim imenom. Ragdollima nije bilo dopušteno registrirati se u druge uzgajivačnice. 1975., grupa predvođena Dennyjem Daytonom je slomila standard IRCA-e s ciljem dobivanja priznavanja Ragdolla. Ova je grupa s vremenom razvila Ragdoll standard kojeg trenutno prihvaćaju veće udruge mačaka.
1994., druga je grupa odlučila napustiti IRCA-u i stvoriti vlastitu grupu zbog rastućeg broja ograničenja pri rasplodu. Ova je grupa kasnije stvorila vrstu Ragamuffin. Zbog toga što je Baker posjedovala prava na ime "Ragdoll", niti jedna grupa nije smjela tako zvati svoje mačke dok zaštitni znak na "Ragdoll" nije bio prerađen 2005.

## Opis vrste

### Temperament
Karakteristike originalnog ragdolla su mirni temperament i sklonost opuštanju pri podizanju, što se misli da se događa zbog genetske mutacije ili nasljedstva od Perzijske i Birmanske vrste. To je dovelo do mita da su Ragdolli otporni na bol (što nije istina). Neki su uzgajivači u Velikoj Britaniji su pokušali uzgojem maknuti mlitavost zbog zamisli da ekstremna poslušnost "možda nije u najboljem interesu mačke." No Ragdolli se ipak smatraju kao nježne i opuštene životinje.

### Fizičke karakteristike
Ragdolli imaju čvrsto tijelo s proporcionalnim nogama. Odrasla ženka teži od 4 do 7 kilograma, dok su mužjaci znatno veći, a težina im varira od 5 do 9 kilograma. Geni za "point" obojenost su odgovorni za Ragdollove plave oči, dok se na izložbama preferira intenzivnija plava boja. Ima poludugu dlaku, kraću od perzijske, a prema CFA, to "smanjuje linjanje."
Ragdolli dolaze u 6 različitih boja - seal, čokoladna, flame, plava, lilac and kremasta. Postoje tri različita uzorka: 
- Pointed - Jednobojna s tamnim udovima (nosom, ušima, repom i šapama)
- Mitted - Isto kao i pointed, ali s bijelim šapama i trbuhom. S ili bez bijele crte na licu.
- Bicolor — Bijele šape, bijelo "V" naopačke na licu, bijeli trbušćić i često bijeli uzorci na leđima.

## Galerija slika
- Plava pointed Ragdoll s tamnim udovima.
- Mitted uzorak je sličan pointed uzroku, osim kod šapa i trbuha.
- Mačić s plavim očima. Naopačke "V" indicira bicolor uzorak.
- Adolescentski flame colorpoint mužjak s plavim očima.

## Vanjske poveznice
- Povijest Ragdolla prema Međunarodnom Klubu Ljubitelja Ragdolla